# Leon Wilkeson
Leon Wilkeson, de son nom complet Leon Russell Wilkeson, était un musicien nord-américain né le 2 avril 1952 à Newport et retrouvé mort le 27 juillet 2001 dans la chambre d'un hôtel de Ponte Vedra Beach. Bien que le décès soit officiellement de causes naturelles, la polémique persiste avec la publication récente de The Unsolved Murder of Leon Wilkeson, livre dont la thèse principale est le meurtre de Leon Wilkeson sur fond de trafic de stupéfiants.

## Biographie
Élevé à Jacksonville, Leon Wilkeson était fan des Beatles et apprit la basse à l'âge de 14 ans en hommage à son idole Paul McCartney. Il rejoint à la fin des années 1960 les rangs de The Collegiates dont le chanteur était Ronnie Van Zant, puis devient rapidement un des meilleurs bassistes de la région de Jacksonville, ce qui le conduit à devenir tout naturellement en 1973 le bassiste de Lynyrd Skynyrd dirigé par son ami Ronnie Van Zant.
Leon Wilkeson fut très grièvement blessé dans le tragique accident d'avion du jeudi 20 octobre 1977 qui décima les rangs de Lynyrd Skynyrd. Victime d'une double fracture ouverte aux bras, il échappa par miracle à l'amputation du gauche. Il souffrit également de blessures à la poitrine, de plaies profondes au visage et de la perte de plusieurs dents avec sa mâchoire brisée, et presque d'un poumon, perforé par un débris.
Leon Wilkeson poursuivit sa carrière au sein du Rossington Collins Band, puis du Allen Collins Band, avant de participer à la reformation de Lynyrd Skynyrd en 1987.